# Hamataliwa cheta
Hamataliwa cheta là một loài nhện trong họ Oxyopidae.
Loài này thuộc chi Hamataliwa. Hamataliwa cheta được George Stewardson Brady miêu tả năm 1970.